# كاثرين بيجن
كاثرين بيجن هي ممثلة كندية، ولدت في 22 أبريل 1939 في بوا كولومب في فرنسا، وتوفيت في 29 ديسمبر 2013 في مونتريال في كندا.

## أعمال

### أفلام
- (2008) الشهداء

## وصلات خارجية
- كاثرين بيجن على موقع IMDb (الإنجليزية)
- كاثرين بيجن على موقع ألو سيني (الفرنسية)
- كاثرين بيجن على موقع أول موفي (الإنجليزية)
- كاثرين بيجن على موقع قاعدة بيانات الأفلام السويدية (السويدية)
- كاثرين بيجن على موقع قاعدة بيانات الفيلم (الإنجليزية)
- كاثرين بيجن على موقع كينوبويسك (الروسية)